# Glypta laevis
Glypta laevis là một loài tò vò trong họ Ichneumonidae.